# Premis del Sindicat Nacional de l'Espectacle de 1965
Els vint-i-cinquens Premis Nacionals de Cinematografia concedits pel Sindicat Nacional de l'Espectacle corresponents a 1965 es van concedir el 30 de gener de 1966 a Madrid. En aquesta edició els premis econòmics foren per 5 pel·lícules i 875.000 pessetes, i un total de 265.000 pessetes als premis al millor director, guió, actor i actriu principal, actor i actriu secundaris, fotografia, decorats i música.

## Guardonats de 1965
| Categoria                | Premi       | Pel·lícula premiada                           | Director                     |
| ------------------------ | ----------- | --------------------------------------------- | ---------------------------- |
| Premi especial           | 250.000 pts | Posición avanzada                             | Pedro Lazaga                 |
| 1r premi                 | 250.000 pts | Cotolay                                       | José Antonio Nieves Conde    |
| 2n premi                 | 150.000 pts | Morir en España                               | Mariano Ozores               |
| 3r premi                 | 125.000 pts | Zampo y yo                                    | Luis Lucia Mingarro          |
| 4t premi                 | 100.000 pts | La familia y uno más                          | Fernando Palacios            |
| Millor director          | 45.000 pts  | Antonio Isasi Isasmendi                       | Estambul 65                  |
| Millor guió              | 45.000 pts  | Vicente Coello, Rafael J. Salvia i Pedro Masó | La familia y uno más         |
| Millor actriu            | 30.000 pts  | Núria Torray                                  | Diálogos de la paz           |
| Millor actor             | 30.000 pts  | Fernando Rey                                  | Zampo y yo                   |
| Millor actriu principal  | 25.000 pts  | Elena María Tejeiro                           | Lola, espejo oscuro          |
| Millor actor principal   | 25.000 pts  | Antonio Ferrandis                             | Posición avanzada            |
| Millor actriu secundària | 20.000 pts  | Aurora Redondo                                | Ninette y un señor de Murcia |
| Millor actor secundari   | 20.000 pts  | Tomás Blanco                                  | Posición avanzada            |
| Millor fotografia        | 25.000 pts  | Cecilio Paniagua                              | Posición avanzada            |
| Millors decorats         | 20.000 pts  | Tedy Villalba                                 | Las últimas horas            |
| Millors música           | 20.000 pts  | Antonio Pérez Olea                            | Con el viento solano         |